# Everybody (Backstreet's Back)
"Everybody (Backstreet's Back)"  é o primeiro single do segundo álbum internacional dos Backstreet Boys, Backstreet's Back, lançado em 1997, e terceiro single de seu álbum de estreia nos EUA de 1998. É uma das canções assinatura da bnada. O álbum de estreia nos EUA foi lançado originalmente sem a música, que faz referência ao retorno do grupo através do seu segundo álbum internacional. No entanto, uma vez que decidiu-se lançar o single nos EUA, o álbum foi relançado com "Everybody" incluído. Fez parte da trilha sonora do especial Uma Dupla Quase Dinâmica.

## Gravação
O presidente da Zomba, Clive Calder sugeriu a canção como um single, mas o presidente da Jive, Barry Weiss achou que seria estranho ter uma canção chamada "Backstreet's Back" ("os Backstreet estão de volta") no primeiro álbum do grupo nos EUA. O grupo sugeriu que isso podia significar apenas que eles estavam de volta para casa. Depois que os mercados canadenses começaram a tocar a música, os mercados dos EUA perto da fronteira começaram a pedir a música. O grupo se reuniu com Weiss e pediu que a canção fosse adicionada ao álbum dos EUA após o primeiro milhão de unidades terem sido produzidas. A Jive ficou relutante, mas Kevin disse que se Bone Thugs-N-Harmony fizeram isso com "Tha Crossroads", por qual motivo eles também não poderiam. A canção acabou sendo adicionada e foi um grande avanço.

## Vídeo
O vídeo da música foi dirigido por Joseph Kahn, baseado em "Thriller" de Michael Jackson e assim como o mesmo, o vídeo é uma paródia do gênero de filmes de terror. Foi filmado a partir de 16 a 18 junho de 1997 num hangar em Los Angeles, Califórnia e estreou fora dos Estados Unidos em julho de 1997.
O conceito do vídeo veio do próprio grupo, mas precisamente do membro Nick Carter. A gravadora não ficou por trás do conceito do grupo nos trajes ou nos requisitos de grande orçamento, e não acreditava que a MTV respeitaria o vídeo. O grupo acabou investindo seu próprio dinheiro para gravar o vídeo e teve que lutar com a gravadora para serem reembolsados, uma vez que foi bem sucedido. O vídeo foi nomeado na categoria de "Melhor Vídeo de Dança" do Video Music Awards de 1998 e ganhou o prêmio de "Melhor Vídeo de Grupo".

### Estrutura
O vídeo é marcado por cenas de enquadramento do contexto: quando o ônibus quebra, o motorista do grupo (Antonio Fargas) insiste que o grupo passe a noite em uma casa assombrada por ali perto, enquanto ele conserta o veículo. A parte musical do vídeo é reproduzida como uma sequência de sonho no qual cada um dos membros do grupo aparece como um monstro de filme diferente: Brian como um lobisomem, Howie como Drácula, Nick como uma múmia, A.J. como Erik, o Fantasma da Ópera, e Kevin como Duas-Caras, como o Dr. Jekyll e Mr. Hyde. Os rapazes, como monstros, aparecem principalmente em suas próprias vinhetas individuais relacionadas com o seu personagem, enquanto todos se unem no hall de entrada da casa vestidos com roupas de séculos executando uma coreografia com um grupo de dançarinos adicionais. A supermodel Josie Maran aparece como companheira de Howie em sua vinheta. Após a música, os rapazes encontram-se no hall de entrada, cada um conta ter sonhado que eram monstros. Eles resolvem ir embora, mas são aterrorizados ao verem seu motorista na porta da frente com a aparência do monstro de Frankenstein.

## Impacto cultural
Como vídeo musical e primeiro grande hit dançante, "Everybody" tem sido reproduzida e parodiada de várias formas. Howard Stern parodiou a música em seu show com o nome "Every Homo (Backside's Back)" com sua banda chamada "The Losers". Snowball a Cacatua ficou famosa em mostrar indução de batida ao escutar a música. Electric Six cita a linha familiar "Backstreet's back alright", na faixa "Jimmy Carter" no álbum  de 2005, Señor Smoke. A frase "Backstreet's Back, Alright!" é repetida na música "Don't Want You Back", lançada no álbum Millennium, em 1999.

## Lista das faixas
| Japão EP Single / Canadá Maxi-Single / Europa Maxi-Single / Austrália / Europa Maxi-Single (1997) |                                                          |         |  |
| N.º                                                                                               | Título                                                   | Duração |  |
| 1.                                                                                                | "Everybody (Backstreet's Back)" (7" Version)             | 3:44    |  |
| 2.                                                                                                | "Everybody (Backstreet's Back)" (Extended Version)       | 4:45    |  |
| 3.                                                                                                | "Everybody (Backstreet's Back)" (MultiMan Remix)         | 4:09    |  |
| 4.                                                                                                | "Everybody (Backstreet's Back)" (Matty's Remix)          | 3:55    |  |
| 5.                                                                                                | "Everybody (Backstreet's Back)" (Max & Macario Club Mix) | 6:12    |  |

| UK 12" Single (1997) |                                                          |      |         |  |
| N.º                  | Título                                                   | Lado | Duração |  |
| 1.                   | "Everybody (Backstreet's Back)" (Extended Version)       | A1   | 4:45    |  |
| 2.                   | "Everybody (Backstreet's Back)" (MultiMan Remix)         | A2   | 4:09    |  |
| 3.                   | "Everybody (Backstreet's Back)" (Matty's Club Mix)       | B1   | 6:41    |  |
| 4.                   | "Everybody (Backstreet's Back)" (Max & Macario Club Mix) | B2   | 6:12    |  |

| Canadá 12" Promo (1997) |                                                                  |      |         |  |
| N.º                     | Título                                                           | Lado | Duração |  |
| 1.                      | "Everybody (Backstreet's Back)" (Extended Version)               | A1   | 4:45    |  |
| 2.                      | "Everybody (Backstreet's Back)" (MultiMan Remix)                 | A2   | 4:07    |  |
| 3.                      | "Everybody (Backstreet's Back)" (7" Version)                     | A3   | 3:43    |  |
| 4.                      | "Everybody (Backstreet's Back)" (Matty's Remix)                  | B1   | 3:55    |  |
| 5.                      | "Everybody (Backstreet's Back)" (Max & Macario Club Mix)         | B2   | 6:12    |  |
| 6.                      | "Quit Playing Games (With My Heart)" (Jazzy Jim Mixxshow Slamma) | B3   | 4:18    |  |

| Europa 7" Single (1997) |                                              |      |         |  |
| N.º                     | Título                                       | Lado | Duração |  |
| 1.                      | "Everybody (Backstreet's Back)" (7" Version) | A    | 3:44    |  |
| 2.                      | "Boys Will Be Boys"                          | B    | 4:05    |  |

| Canadá Maxi-Single (1997) |                                                    |         |  |
| N.º                       | Título                                             | Duração |  |
| 1.                        | "Everybody (Backstreet's Back)" (7" Version)       | 3:44    |  |
| 2.                        | "Everybody (Backstreet's Back)" (Extended Version) | 4:45    |  |
| 3.                        | "Boys Will Be Boys"                                | 4:05    |  |
| 4.                        | "Anywhere For You"                                 | 4:40    |  |

| Europa CD-Single (1997) |                                                    |         |  |
| N.º                     | Título                                             | Duração |  |
| 1.                      | "Everybody (Backstreet's Back)" (7" Version)       | 3:44    |  |
| 2.                      | "Everybody (Backstreet's Back)" (Extended Version) | 4:45    |  |

| Europa CD-Single Digipak (1997) |                                                    |         |  |
| N.º                             | Título                                             | Duração |  |
| 1.                              | "Everybody (Backstreet's Back)" (7" Version)       | 3:44    |  |
| 2.                              | "Everybody (Backstreet's Back)" (Extended Version) | 4:45    |  |
| 3.                              | "Boys Will Be Boys"                                | 4:05    |  |

| EUA Enhanced CD-Single (1997) |                                                     |         |  |
| N.º                           | Título                                              | Duração |  |
| 1.                            | "Everybody (Backstreet's Back)" (U.S. Radio Edit)   | 3:31    |  |
| 2.                            | "Everybody (Backstreet's Back)" (Matty's Radio Mix) | 4:19    |  |
| 3.                            | "Everybody (Backstreet's Back)" (Video)             |         |  |

| Espanha 12" Single (1997) |                                                     |      |         |  |
| N.º                       | Título                                              | Lado | Duração |  |
| 1.                        | "Everybody (Backstreet's Back)" (Factory Dance Mix) | A    | 5:42    |  |
| 2.                        | "Everybody (Backstreet's Back)" (Radio Edit)        | B1   | 3:40    |  |
| 3.                        | "What A Mean"                                       | B2   | 3:00    |  |

| EUA 12" Single (1998) |                                                               |      |         |  |
| N.º                   | Título                                                        | Lado | Duração |  |
| 1.                    | "Everybody (Backstreet's Back)" (Sharp Trade Dub)             | A1   | 6:55    |  |
| 2.                    | "Everybody (Backstreet's Back)" (Matty's Dub)                 | A2   | 6:39    |  |
| 3.                    | "Everybody (Backstreet's Back)" (Kano's Undercurrent Dub)     | B1   | 7:11    |  |
| 4.                    | "Everybody (Backstreet's Back)" (Max & Macario Funked Up Dub) | B2   | 6:56    |  |

| EUA 12" Single (1998) |                                                               |      |         |  |
| N.º                   | Título                                                        | Lado | Duração |  |
| 1.                    | "Everybody (Backstreet's Back)" (Sharp Trade Dub)             | A1   | 6:55    |  |
| 2.                    | "Everybody (Backstreet's Back)" (Matty's Dub)                 | A2   | 6:39    |  |
| 3.                    | "Everybody (Backstreet's Back)" (Kano's Undercurrent Dub)     | B1   | 7:11    |  |
| 4.                    | "Everybody (Backstreet's Back)" (Max & Macario Funked Up Dub) | B2   | 6:56    |  |

| EUA 12" Single (1998) |                                                               |      |         |  |
| N.º                   | Título                                                        | Lado | Duração |  |
| 1.                    | "Everybody (Backstreet's Back)" (Extended Radio Mix)          | A1   | 4:45    |  |
| 2.                    | "Everybody (Backstreet's Back)" (Matty's Hip Hop Radio Remix) | A2   | 3:55    |  |
| 3.                    | "Everybody (Backstreet's Back)" (Kano's Undercurrent Dub)     | A3   | 7:11    |  |
| 4.                    | "Everybody (Backstreet's Back)" (Sharp London Vocal Remix)    | B1   | 7:58    |  |
| 5.                    | "Everybody (Backstreet's Back)" (Sharp Trade Dub)             | B2   | 6:55    |  |

| EUA 2x 12"Promo (1998) |                                                               |      |         |  |
| N.º                    | Título                                                        | Lado | Duração |  |
| 1.                     | "Everybody (Backstreet's Back)" (Sharp London Vocal Remix)    | A1   | 7:58    |  |
| 2.                     | "Everybody (Backstreet's Back)" (Sharp Beats)                 | A2   | 4:26    |  |
| 3.                     | "Everybody (Backstreet's Back)" (Extended Radio Mix)          | B1   | 4:45    |  |
| 4.                     | "Everybody (Backstreet's Back)" (Matty's Hip Hop Radio Remix) | B2   | 3:55    |  |
| 5.                     | "Everybody (Backstreet's Back)" (Kano's Undercurrent Dub)     | C1   | 7:11    |  |
| 6.                     | "Everybody (Backstreet's Back)" (Matty's Club Mix)            | C2   | 6:39    |  |
| 7.                     | "Everybody (Backstreet's Back)" (Sharp Trade Dub)             | D1   | 6:55    |  |
| 8.                     | "Everybody (Backstreet's Back)" (Sharp London Dub)            | D2   | 7:25    |  |

| EUA Enhanced Maxi-Single (1998) |                                                            |         |  |
| N.º                             | Título                                                     | Duração |  |
| 1.                              | "Everybody (Backstreet's Back)" (Matty's Radio Mix)        | 3:55    |  |
| 2.                              | "Everybody (Backstreet's Back)" (Multiman Mix)             | 4:08    |  |
| 3.                              | "Everybody (Backstreet's Back)" (Sharp London Vocal Remix) | 7:58    |  |
| 4.                              | "Everybody (Backstreet's Back)" (Radio Edit)               | 3:45    |  |
| 5.                              | "Everybody (Backstreet's Back)" (Extended Version)         | 4:45    |  |
| 6.                              | "Everybody (Backstreet's Back)" (Special Remix Video)      | 6:13    |  |

| Brasil Maxi-Single (2000) |                                                          |         |  |
| N.º                       | Título                                                   | Duração |  |
| 1.                        | "Everybody (Backstreet's Back)" (7" Version)             | 3:44    |  |
| 2.                        | "Everybody (Backstreet's Back)" (Extended Version)       | 4:45    |  |
| 3.                        | "Everybody (Backstreet's Back)" (MultiMan Remix)         | 4:09    |  |
| 4.                        | "Everybody (Backstreet's Back)" (Matty's Remix)          | 3:55    |  |
| 5.                        | "Everybody (Backstreet's Back)" (Max & Macario Club Mix) | 6:12    |  |
| 6.                        | "Boys Will Be Boys"                                      | 4:05    |  |

## Performance nas paradas e vendagens
| Parada (1997)                                        | Melhor posição       |
| ---------------------------------------------------- | -------------------- |
| Austrália - Australian ARIA Singles Chart            | 3                    |
| Nova Zelândia - New Zealand RIANZ Singles Chart      | 6                    |
| Alemanha - German Singles Chart                      | 2                    |
| Áustria - Austrian Singles Chart                     | 2                    |
| Bélgica - Belgium Singles Chart (Flandres)           | 5                    |
| Bélgica - Belgium Singles Chart (Wallonia)           | 5                    |
| Finlândia - Finnish Singles Chart                    | 4                    |
| França - French Singles Chart                        | 26                   |
| Irlanda - Irish Singles Chart                        | 10                   |
| Noruega - Norwegian Singles Chart                    | 4                    |
| Países Baixos – Dutch Singles Chart                  | 2                    |
| Países Baixos - Dutch Top 40                         | 4                    |
| Suécia - Swedish Singles Chart                       | 4                    |
| Suíça - Swiss Singles Chart                          | 2                    |
| Reino Unido - UK Singles Chart                       | 3                    |
| União Europeia - Alltime Popclassics Chart Top 20000 | 1600                 |
| Brasil - Hit Parade Brasil                           | 1[carece de fontes?] |
| Parada (1998)                                        | Melhor posição       |
| Canadá - Canadian Singles Chart                      | 2[carece de fontes?] |
| Estados Unidos - Billboard Hot 100                   | 4                    |
| Estados Unidos - Billboard Pop Songs                 | 11                   |

| Paradas de fim de ano (1997)               | Posição |
| ------------------------------------------ | ------- |
| Austrália - Australian ARIA Singles Chart  | 26      |
| Áustria - Austrian Singles Chart           | 16      |
| Bélgica - Belgium Singles Chart (Flandres) | 50      |
| Bélgica - Belgium Singles Chart (Wallonia) | 19      |
| Países Baixos - Dutch Top 40               | 31      |
| Paradas de fim de ano (1998)               | Posição |
| Estados Unidos - Billboard Hot 100         | 22      |

| País           | Certificação | Data | Vendas de certificação |
| -------------- | ------------ | ---- | ---------------------- |
| Austrália      | Platina      | 1997 | 70.000                 |
| Alemanha       | Ouro         | 1997 | 150,000                |
| Reino Unido    | Prata        | 1997 | 200,000                |
| Estados Unidos | Platina      | 1998 | 100,000                |